# Acacia leucocephala
Acacia leucocephala é uma espécie de leguminosa do gênero Acacia, pertencente à família Fabaceae.